# Den røde kappe
Den røde kappe è un film del 1967 diretto da Gabriel Axel.